# Остапенко Олександр Петрович
Остапенко Олександр Петрович (1854, місто Зіньків Полтавської губернії — після 1912) — ветеринар, медик, громадський діяч.

## Життєпис
Дисертації — «Запліднення у світі тварин», «Озон по відношенню до організму тварин» (1876); автор інших наукових праць з ветеринарії, перекладав із французької посібники по ветеринарії. У Харківському ветеринарному інституті отримав спеціальність лікаря-ветеринара з відзнакою, потім — приват-доцент, магістр ветеринарних наук, доцент інституту, екстраординарний і ординарний професор, заслужений професор. Читав курс акушерства. Засновник кафедри паталогічної анатомії та мікробіології.
Із 1892 року, за пропозицією Харківського міського правління, — завідувач ветеринарної частини боєнь.
З 1904-1909 роки директор Харківського ветеринарного інституту. 
Після закінчення курсу на медичному факультеті Харківського університету здобув спеціальність лікаря (повітовий лікар). Тричі був обраний гласним Харківської міської думи, голова і член багатьох підготовчих і виконавчих комісій.